# Л-21
Л-21 — советский дизель-электрический подводный минный заградитель типа «Ленинец» серии XIII-1938.

## История корабля
Лодка была заложена 10 июня 1938 года на заводе № 189 в Ленинграде, заводской номер 303. 30 июля 1940 года спущена на воду, к началу войны имела готовность 74 %. 24 мая 1942 года получила попадание снарядом калибра от 150 до 210 мм, аварийный ремонт продолжался до февраля 1943 года, лишь 11 августа 1943 года вступила в строй и вошла в состав Балтийского флота. Зимой 1943-44 годов получила гидролокатор «Дракон-129».
В свой первый поход Л-21 вышла 10 ноября 1944 года.
Всего за время войны совершила 3 боевых похода (68 суток), совершила 8 торпедных атак с выпуском 23 торпед и 2 минные постановки, в которых выставила 36 мин. Двумя торпедами разорвала на части шведское судно «Ганза» (493 брт), также двумя попаданиями торпед потопила сторожевик «V 2022». На выставленных Л-21 минах подорвались и затонули немецкий транспорт «Эйхберг» (1923 брт), датский транспорт «Элие» (1873 брт), а также миноносцы «Т-3» и «Т-5» (оба погибли на минах 14 марта 1945 года) и подводная лодка U-367. Возможно, на минах Л-21 погиб транспорт «Эберхард» (251 брт) и повреждён эсминец «Z-43».
В 1949 году переименована в Б-21. 29 декабря 1955 года исключена из состава флота, в 1956 году расформирована, в 1958 году разделана на металл.

## Командиры
- май-июль 1941: Н. Н. Куликов
- август-сентябрь 1941: В. Д. Афонин
- октябрь 1941 — ноябрь 1946: С. С. Могилевский